# Udaya
Udaya (лат.) — род насекомых из трибы Aedini семейства кровососущих комаров (Culicidae). Юго-Восточная Азия.

## Описание
Имаго это мелкие комары с заметными пятнами серебристыми чешуйками на голове, грудной плевре и брюшных тергитах. Для имаго характерно наличие ложного пятна широких перекрывающихся серебристых чешуек, которые разделяют глаза и простираются до усиковых педицелий, отсутствие акростихальных щетинок, пятно из широких серебряных чешуек на антеропронотуме, разделяющее щетинки на две группы, отсутствие чешуек на постпронотуме и постспиракулярной области, широкие перекрывающиеся серебряные чешуйки на паратергите, алула крыла с широкими плоскими чешуйками на дорсальном крае. Личинки похожи на виды рода Aedes, Heizmannia и Zeugnomyia, но отличаются расположением щетинок. О биологии видов известно очень мало. Личинки Ud. argyrurus и Ud. subsimilis были собраны из бамбука. Виды Udaya не имеют медицинского или экономического значения для человека.

## Систематика
Род Udaya рассматривается как таксон сестринский к родам Petermattinglyius + (Alanstonea + Pseudarmigeres) + Heizmannia)), а эту кладу сестринской к кладе Lorrainea + (((Udaya + (Belkinius + Zeugnomyia)) + (Eretmapodites + Armigeres)).
Род Udaya включают в трибу Aedini подсемейства Culicinae. 
Выделяют 3 вида:
- Udaya argyrurus (Edwards, 1934) (in Barraud, 1934)
- Udaya lucaris Macdonald & Mattingly, 1960
- Udaya subsimilis (Barraud, 1927)